# バックドア
バックドア（英語: backdoor）とは、直訳すれば「裏口」または「勝手口」のことであり、防犯・犯罪学などでは「正規の手続きを踏まずに内部に入ることが可能な侵入口」を意味する。この記事では、主にコンピュータセキュリティの用語としてのバックドアについて述べる。

## 概要
コンピュータセキュリティ用語としてのいわゆるバックドアは、本来はIDやパスワードを使って使用権を確認するコンピュータの機能を無許可で利用する目的で、コンピュータ内に（他人に知られることなく）設けられた通信接続の機能を指す。
バックドアには、設計・開発段階で盛り込まれるものや、稼動中のコンピュータに存在するセキュリティホールを使って送り込まれたソフトウェア（トロイの木馬と呼ばれる類の偽装ソフトウェア）によって作られるものも含まれる。広義には、機能上の欠陥から本来許可すべきではない通信や操作を受け入れてしまうセキュリティホールも含まれる。コンピュータウイルス感染により、バックドアが取り付けられたコンピュータの状態を指して「ゾンビコンピュータ」と呼ぶことがある。

## 設計開発段階で盛り込まれるバックドア
コンピュータプログラムの開発者が、意図的にプログラムに組み込んだバックドアを持つソフトウェア製品や、それを含んだハードウェア製品が販売されてしまうことがある。これが、バックドアの中で比較的多い。

### 開発段階で利用されるバックドア
例えば、ネットワーク機器のルーターやファイアウォールは、本来セキュリティ上の問題から、外部ネットワークからの管理権限での接続を許すべきではない。しかし、製品として開発する際にネットワーク外部から管理権限で接続し、様々な設定を操作して製品の機能をテストできると、非常にテスト効率が良い。したがって、開発段階ではバックドア状の機能を組み込むことがある。もちろん、開発が終了した製品の製造・発売時には、これらの機能を取り外して市場に出荷する。
しかし稀に、誤ってそれらバックドアを含む製品が出荷されてしまい、それに気づいた悪意あるユーザが悪用することがある。リコール（回収）騒ぎになったり、ユーザーの不買運動に発展することもある。

### 開発者が私的な利益のために組み込むバックドア
一部の、倫理的な問題をもつコンピュータプログラム開発者の中には、依頼者と契約によって製造するプログラムの中に、バックドアを（仕様には明らかにせずに）意図的に組み込み、依頼者がそのプログラムを使用している最中に、このバックドアを利用して、何らかの不正を働く場合がある。

### 国家の諜報活動によるバックドア
アメリカ合衆国連邦政府では、CALEAがインターネットアクセスにも拡大適用されたことにより、アメリカ合衆国内で使用されているほとんどの通信機器に、あらかじめ政府機関からのアクセスを許容するバックドアが設けられている。これを使用した傍受には法的手続きを必要としているが、運用方法は不透明であり、アメリカ国家安全保障局のPRISMにより、個人情報が容易に取得されてしまうことも懸念されている。
一方、アメリカ合衆国下院の情報通信委員会は「中国通信大手の機器は危険」として、中華人民共和国製ルーターやスイッチングハブなどの通信機器に、アメリカ合衆国連邦政府の内部情報を盗むバックドアが、政治的な動機によって組み込まれていると発表した。バックドアのアクセス元を調査したアメリカのセキュリティ会社は、該当するIPアドレスで明らかになった建物が中国人民解放軍の所有物であることを、CNNのインタビューで答えた。アメリカ合衆国連邦政府は、インターネットセキュリティに関与するネットワーク機器から中国の製品を撤去することを勧告した。

### 意図されない開発段階のバックドア
コンピュータは元来、外部からの信号を受けて作動する。求められる仕様に応じ、特定の操作だけに反応するようプログラムやハードウエアを設計する。しかし、OSなどが、バグや設計上のミスから、本来受け入れるべきではない通信を受け入れてしまう場合がある。これらは一般的にセキュリティホールと呼ばれ、その中には特定の通信に対してコンピュータの設定を自由に変更できる管理権限を許してしまう場合もある。
セキュリティホールは大抵の場合において、発見されると修正用パッチプログラムがソフトウェア発売元から提供され、そのプログラムを使って修正する。

## 稼動中のコンピュータに外部から送り込まれるバックドア
稼動中のコンピュータにおいて、その中にある情報を見るには、正規の手続きを踏んで閲覧するのが普通である。しかし、正規の手続きによらずに情報を呼び出したり、場合によっては情報の作成・変更・消去を正規ではない手続きで行うことを可能にするプログラムを外部から送り込み、コンピュータ内で動作させたりすることもある。この行為は、不正アクセスである。
前項の「設計開発段階で盛り込まれるバックドア」において記述したセキュリティホールを放置した場合などには、さらに高度な機能を操作可能にするバックドアが外部から取り付けられる場合があり、セキュリティホールによって操作可能な領域を越え、コンピュータの全機能を掌握されてしまうことがある。
セキュリティホールなどの機能的な欠陥がない場合においても、利用者自らバックドアプログラムを知らずにインストールしてしまったときも同様であり、これらは「トロイの木馬型コンピュータウイルス」として、今日でも被害者を出し続けている。

## 望まれないバックドアの予防方法
多くの場合において、OSやソフトウェアのアップデート（例：Microsoft Update）は、セキュリティホールをなくす上で大変有効である。また、アンチウイルスソフトはトロイの木馬などの大半のバックドア・プログラムを発見し、除去または無効化する機能をもっている。スパイウェア駆除ソフトの使用も効果的であり、目立った破壊活動を行わずに個人情報を漏洩させるスパイウェアの類を発見し、削除するのに役立つ。
また、出所の知れない怪しげなソフトウェアや、興味を惹くような電子メールやインターネットコンテンツ（無料や優待を謳った商取引やアダルト映像）などを、不用意にダウンロードしたり、閲覧したり、作動させたりする行動が危険なことを自覚してコンピュータを使う自衛意識をもつことも、防衛になる。
ソースコードの公開がされ、エンドツーエンド暗号化されたインスタントメッセンジャーも、コンピュータプログラムの検証がされるため、バックドアの有無や通信の秘匿化に役立つ方法である。

## コンピュータ以外
スーツケースの鍵に付けられたバックドアの仕組みを、TSAロックと呼ぶ。所有者が施錠していても専用の鍵で開けられる仕組みであり、アメリカ合衆国国土安全保障省の運輸保安庁から認定を受けた旅具などに備えられた施錠機構の総称でもある。

## 他分野の用語
野球（特にメジャーリーグ）において、投手が相手打者の外角側のボールゾーンからストライクゾーンへ変化する変化球を投じて攻めるさまを、バックドアと呼ぶ。反対に相手打者の内角側ボールゾーンからストライクゾーンへ変化する変化球を投じる場合は、フロントドアと呼ばれる（速球#ツーシーム・ファストボールを参照）。